# Wojciech Krzycki
Wojciech Krzycki herbu Kotwicz – stolnik czerski w 1652 roku, sekretarz królewski w 1649 roku.
Syn Piotra. Żonaty z Jadwigą Świnarską. Miał syna Andrzeja i córki: Apolonię i Helenę.
Elektor Jana II Kazimierza Wazy. Na sejmie nadzwyczajnym 1654 roku wyznaczony przez króla do lustracji dóbr królewskich w Małopolsce i na Rusi.